# Contea di Pingshan (Sichuan)
La contea di Pingshan (屏山县S, Píngshān XiànP) è una contea della Cina, situata nella provincia di Sichuan e amministrata dalla prefettura di Yibin.